# Horka (Dolnojizerská tabule)
Horka (290 m n. m.) je vrch v okrese Mladá Boleslav Středočeského kraje, ležící jeden kilometr východně od obce Mečeříž, ve stejnojmenném katastrálním území.

## Popis vrchu
U vrcholu stojí památný strom – borovice lesní, o které se tvrdí, že jí v roce 1992 bylo 400 let. Jinak je vrch nezalesněný, a proto je z něj pěkný kruhový rozhled do kraje. Spolu s dvěma podobnými pahorky v okolí, Černavou (287 metrů) a Vinicí (285 metrů), tvoří Horka jednu přímku.

## Geomorfologické členění
Vrch náleží do celku Jizerská tabule, podcelku Dolnojizerská tabule, okrsku Košátecká tabule a podokrsku Mečeřížská tabule.

## Přístup
Automobilem lze přijet nejblíže do Mečeříže a odtud dojít po některé z polních cest pěšky na vrchol. Obcí prochází naučná stezka Krajinou Rudolfa II.